# Artašes Minasyan
Artašes Minasyan (in armeno Արտաշես Մինասյան?, noto anche come Artashes Minasian) (Erevan, 21 gennaio 1967) è uno scacchista armeno (sovietico fino al 1992), Grande maestro.

## Biografia
Sei volte vincitore del Campionato armeno (1990, 1992, 1993, 1995, 2004, 2006). Nel 1991 vinse a Kiev il 58º ed ultimo Campionato sovietico. Ha partecipato con la nazionale armena a nove olimpiadi degli scacchi dal 1992 al 2008.
Ha vinto due medaglie d'oro di squadra (a Torino 2006 e Dresda 2008) e tre di bronzo di squadra (a Manila 1992, Bled 2002 e Calvià 2004). Nel 1998 ha vinto il campionato open dello Stato di New York. Ha raggiunto il più alto rating FIDE in luglio 1998, con 2620 punti Elo.